# Ceratozamia robusta
Ceratozamia robusta es una especie de planta  de la familia Zamiaceae.  Se encuentra en Belice, Guatemala y México. Su hábitat natural son los bosques húmedos de tierras bajas tropicales o subtropicales. Está amenazado por la pérdida de hábitat.